# Папаниколау, Николас
Николас Папаниколау (англ. Nicholas F.S. Papanicolaou, род. 1949) — сооснователь и сопредседатель Мирового общественного форума «Диалог цивилизаций».

## Образование
- В 1967 году с отличием окончил Вилистонскую академию в Истхемптоне (США);
- В 1970 году получил степень бакалавра по экономике в Гарварде;
- В 1972 году прошел курс MBA в Колумбийском университете.

## Деятельность
Николас Папаниколау был вице-президентом Onassis Organisation в Нью-Йорке, а впоследствии также председателем и владельцем контрольного пакета акций Aston Martin Lagonda Holdings Ltd., компании-учредителя Британского производителя автомобилей. Он является президентом Lion Finance S.A. — семейной корпорации, занимающейся морскими перевозками и яхтостроением.

## Награды
- В году 2006 стал лауреатом Международной премии Андрея Первозванного «Диалог цивилизаций» за продвижение в жизнь идей диалога культур и цивилизаций, большой личный вклад в создание всемирного общественного форума «Диалог цивилизаций»;
- Кавалер ордена Святого Иоанна Иерусалимского.